# Malope
Малопа (Malope) — рід рослин родини Мальвові (Malvaceae), який об'єднує 3 види. З цих видів Malope trifida часто використовується як декоративна рослина.

## Види
- Malope anatolica Huber-Mor.
- Malope trifida Cav.
- Malope malacoides L.